# Karl Hoene
Karl Hoene, auch Carl Höne (* 14. Juli 1857 in Pempau bei Danzig; † 9. Januar 1909 ebenda) war ein deutscher Verwaltungsjurist und Rittergutsbesitzer.

## Leben
Karl Hoene studierte an der Georg-August-Universität Göttingen. 1876 wurde er Mitglied des Corps Hildeso-Guestphalia Göttingen. Nach Abschluss des Studiums trat er in den preußischen Staatsdienst ein und wurde Regierungsassessor bei der Regierung Marienwerder. Von 1888 bis 1908 war er Landrat des Kreises Culm, als er auf Antrag aus dem Staatsdienst ausschied. Er lebte bis zu seinem Tod auf seinem Rittergut Pempau.

## Auszeichnungen
- Ernennung zum Geheimen Regierungsrat[2]